# Playdom
Playdom était un éditeur de jeux sociaux en ligne fournissant principalement des sites comme Facebook et MySpace. Cette société a été fondée en 2008 dans la région de la baie de San Francisco par Ling Xiao, Dan Yue et Chris Wang. Depuis fin juillet 2010, Playdom est intégré au Disney Interactive Media Group comme filiale de la Walt Disney Company.
En juillet 2016, les forums de Playdom sont victimes d'une cyberattaque et Disney annonce la fermeture du site en septembre.

## Historique
En février 2008, Dan Yue et Rick Thompson fondent un studio de jeu vidéo pour s'installer sur Facebook mais n'y parviennent pas et s'installent sur MySpace. Rapidement le studio édite de nombreux jeux et devient le leader sur le site avec 8 des 25 meilleurs jeux et plus de 5,2 millions d'utilisateurs par jour.
Le 10 mars 2009, la société YouPlus décide d'éditer des jeux pour Facebook et procède à son renommage en Playdom. Le 18 juin 2009, Playdom nomme un nouveau PDG, John Pleasants, ancien numéro 2 d'Electronic Arts avec le titre de Global Publishing and Chief Operating Officer. Le 5 août 2009, Playdom édite la première suite d'un jeu social, Mobster 2. En septembre 2009, Zynga porte plainte contre Playdom pour vol de secrets commerciaux. En novembre 2009 une étude indique que le marché des jeux sociaux dépasse le milliard de dollars et que les trois premiers éditeurs  Zynga, Playdom et Playfish, contribuent à 300 millions de $ du total. Le 11 novembre 2009, Playdom finalise une augmentation de capital à 43 millions d'USD grâce à des sociétés de capital risque comme New Enterprise Associates (NEA), Lightspeed Venture Partners et Norwest Venture Partners ainsi que de son président Rick Thompson. Le 12 novembre 2009, Playdom acquiert deux studios de développement, Green Patch un studio de jeux sur Facebook dont Farm Life basé à Palo Alto et Trippert Labs, un studio pour iPhone basé à Menlo Park. Grâce à son augmentation de capital, Playdom annonce la construction de nouveaux locaux, l'un de 10 000 pieds carrés (929 m2) à San Francisco et l'autre à Eugene.
Le 3 mars 2010, Playdom achète le studio Offbeat Creations basé à Bellevue (État de Washington), les 3 fondateurs et 12 employés du studio devant rejoindre les 15 employés de Playdom à Seattle. Le 31 mars 2010, Playdom acquiert le studio de jeux vidéo en ligne Three Melons, basé à Buenos Aires en Argentine,.
Le 26 avril 2010, Playdom achète le studio Merscom basé à Chapel Hill en Caroline du Nord. Ce studio fondé en 1993 a développé plus de 250 jeux pour des sociétés comme AETN Lifetime, Starz Entertainment, National Geographic, Paramount Pictures et NBC Universal mais n'a commencé une activité « jeu social » qu'en 2009. Le 18 mai 2010, Playdom achète le studio Acclaim Games basé à Los Angeles et spécialisé dans les MMORPG,. Le 22 juin 2010, la société de capital risque Steamboat Ventures annonce avoir investi 33 millions d'USD dans Playdom, lors d'une levée de fonds totale de 43 millions aux côtés de Bessemer Venture Partners et New World Ventures. Mais le même jour, Playdom annonce par un communiqué de presse officiel que cette nouvelle augmentation de capital est 33 millions de dollars. Le 24 juin 2010, Playdom achète Hive7, un studio de jeux sociaux fondé en 2005 à Palo Alto ayant dévelopép des jeux comme Youtopia, Kick-Off et Sindicate. Le 8 juillet 2010, Playdom annonce avoir acheté le studio Metaplace basé à San Diego connu pour les jeux Island Life et My Vineyard,, fondé en 2006. Le 24 juillet 2010, le site techCrunch annonce que The Walt Disney Company serait en cours de finalisation d'un rachat de Playdom. Le 27 juillet 2010, Disney officialise l'achat pour la somme 563,2 millions d'USD ainsi que la nomination de John Pleasants comme Executive Vice President du Disney Interactive Media Group. Le 26 août 2010, la page officielle du site Acclaim Games indique une cessation d'activité effective immédiatement. Le 23 novembre 2010, Disney annonce être parvenu à un accord mettant fin au procès entamé par Zynga à l'encontre de sa nouvelle filiale, Playdom.
Le 7 avril 2011, Playdom lance le jeu Gardens of Time sur Facebook. Le 19 avril 2011, Playdom et NBA Digital lancent le jeu NBA Dynasty sur Facebook. Le 12 mai 2011, Playdom est jugé coupable de violation des droits des enfants en ligne du Children's Online Privacy Protection Act et doit verser une amende de 3 millions d'USD,. Le 22 novembre 2011, Playdom annonce la fermeture de son jeu ESPNU College Town au 20 décembre 2011. Le 12 décembre 2011, Playdom lance une version iPad de son jeu Gardens of Time.
Le 21 février 2012, Playdom annonce un nouveau jeu d'objets cachés, après Garden Times, nommé Blackwood and Bell Mysteries. Le 26 mars 2012, Playdom annonce un autre jeu d'objets cachés Disney Animal Kingdom Explorers basé sur le parc Disney's Animal Kingdom.
Le 3 février 2014, Disney Interactive Media Group annonce la suppression de plusieurs centaines d'emplois principalement chez Playdom. Le 18 avril 2014, Disney Interactive annonce que trois jeux de Playdom seront désormais gérés par RockYou, Gardens of Time, Words of Wonder et City Girl.
Le 30 juillet 2016, Disney Interactive annonce avoir été victime d'une attaque sur les forums de Playdom entre le 9 et 12 juillet ayant conduit à la diffusion des informations de comptes des 390 000 utilisateurs et en conséquence ferme le site,. La raison de cette attaque est l'utilisation d'une ancienne version du logiciel vBulletin. Le 1er septembre 2016, Disney annonce la fermeture des derniers jeux Playdom, Marvel: Avengers Alliance et sa suite, à la fin du même mois, signalant la fermeture du studio.

## Filiales
- Green Patch (12 novembre 2009)
- Trippert Labs (12 novembre 2009)
- Offbeat Creation (3 mars 2010)
- Three Melons (31 mars 2010)
- Merscom (26 avril 2010)
- Acclaim Games (18 mai 2010)
- Hive7 (24 juin 2010)
- Metaplace (8 juillet 2010)

## Production

### Playdom
- Blackwood and Bell Mysteries
- Bloodlines
- Big City Life
- Bola
- Fish Friends
- Gardens of Time
- Disney Hidden Worlds
- Lil Farm Life
- Mobsters
- Mobsters: Overdrive
- Mobsters 2: Vendetta
- NBA Dynasty
- Own Your Friends
- Poker Palace
- Super Farkle
- Social City
- Sorority Life
- Tiki Farm
- Tiki Resort
- Treetopia
- Verdonia
- Wild Ones

### Acclaim
- 2Moons
- 9Dragons
- Age of Lore
- BOTS!!
- DANCE! Online
- Knight's Blood
- MyDivaDoll
- Ponystars
- Ranchstars
- RockFree
- Spellborn

### Merscom
Le studio Merscom développe des jeux pour plusieurs plateformes : Microsoft Windows, Mac OS X, iPhone et Facebook
- Alice in Wonderland
- Blood Ties (Microsoft Windows/Mac OS X)
- Coyote's Tale: Fire and Water (Microsoft Windows/Mac OS X)
- Crazies (Facebook)
- Create a Mall (Microsoft Windows/Mac OS X/iPhone)
- East Side Story
- Empire Builder: Ancient Egypt
- Fashion Fix (iPhone)
- Ghost in the Sheet
- Hospital Hustle (Microsoft Windows/Mac OS X)
- Hostile Makeover
- Lost City of Z
- Masquerade Mysteries : The Case of the Copycat Curator
- Mystery of Cleopatra
- Mystery of Mary Celeste
- Mystic Emporium (Microsoft Windows/Mac OS X)
- Nanny 911
- National Geographic presents: Herod's Lost Tomb (Microsoft Windows/Mac OS X/iPhone)
- Party Down
- Plan It Green (Microsoft Windows/Mac OS X/Facebook/iPhone)
- Righteous Kill 2 (Microsoft Windows/Mac OS X)
- The Tudors' (Microsoft Windows/Mac OS X)
- Time Stand Still
- Winemaker Extraordinaire (Microsoft Windows/Mac OS X)
- Wisegal

### Three Melons
- Animal Planet - Orangutan Island
- Fluid
- LEGO Exo Force
- LEGO Indiana Jones
- LEGO Star Wars :  The Quest of R2-D2
- Pepsi Footvolley
- Tennis Stars Cup
- The Cho Show Game

### Hive7
- Youtopia
- Kick Off
- Sindicate
- Knighthood
- Zombie Chomp!

### Metaplace
- Island Life
- My Vineyard